# Pere Joan Obrador Soler
Pere Joan Obrador Soler   (Palma, c. 1720 - Palma, 1792) va ser un escultor mallorquí. Va obrar un gran nombre d'imatges per a esglésies mallorquines. Esculpí el retaule major de l'Església de Campanet; les imatges de Sant Pere i Sant Pau de L'església de Sant Nicolau. Com a gravador, destacà com a medallista; gravà la medalla de plata que aquesta societat donà als alumnes de l'escola de dibuix el 1749.